# Agustina Espasandín
Agustina Espasandín (Buenos Aires, 1992) es escritora argentina. Autora de la novela Que pase algo pronto (2024).

## Biografía
Licenciada en Artes de la escritura por la Universidad Nacional de las Artes de Buenos Aires, ha trabajado como guionista y coordinadora de talleres de escritura creativa. En prensa, ha colaborado con las revistas Bajolaluna, Serapis y Caballo negro.
Autora del cuento "Realism is a thing", para Cuentos María Susana, una editorial de Federico Falco y Gonzalo Segura, obra que recibió una Mención Especial en Fauna 2019. En 2024 publicó el cuento One more time.

## Obras
- Que pase algo pronto. Buenos Aires, Sigilo, 2024.[4]